# Gran Premio motociclistico d'Australia 2004
Il Gran Premio motociclistico d'Australia 2004 corso il 17 ottobre, è stato il quindicesimo Gran Premio della stagione 2004 e ha visto vincere nella MotoGP la Yamaha di Valentino Rossi, nella classe 250 la Aprilia di Sebastián Porto e nella classe 125 la Honda di Andrea Dovizioso.
Al termine della gara vengono assegnati matematicamente i due titoli mondiali ancora incerti; se li aggiudicano Rossi nella MotoGP e lo spagnolo Daniel Pedrosa nella classe 250.

## MotoGP

### Arrivati al traguardo
| Pos. | Nº | Pilota            | Squadra                   | Motocicletta       | Giri | Tempo     | Griglia | Punti |
| ---- | -- | ----------------- | ------------------------- | ------------------ | ---- | --------- | ------- | ----- |
| 1º   | 46 | Valentino Rossi   | Gauloises Fortuna Yamaha  | Yamaha YZR-M1      | 27   | 41:25.819 | 2       | 25    |
| 2º   | 15 | Sete Gibernau     | Telefonica Movistar Honda | Honda RC211V       | 27   | +0.097    | 1       | 20    |
| 3º   | 65 | Loris Capirossi   | Ducati Marlboro           | Ducati Desmosedici | 27   | +10.486   | 3       | 16    |
| 4º   | 45 | Colin Edwards     | Telefonica Movistar Honda | Honda RC211V       | 27   | +10.817   | 4       | 13    |
| 5º   | 4  | Alex Barros       | Repsol Honda              | Honda RC211V       | 27   | +10.851   | 6       | 11    |
| 6º   | 69 | Nicky Hayden      | Repsol Honda              | Honda RC211V       | 27   | +12.210   | 14      | 10    |
| 7º   | 3  | Max Biaggi        | Camel Honda               | Honda RC211V       | 27   | +12.847   | 7       | 9     |
| 8º   | 6  | Makoto Tamada     | Camel Honda               | Honda RC211V       | 27   | +12.965   | 5       | 8     |
| 9º   | 12 | Troy Bayliss      | Ducati Marlboro           | Ducati Desmosedici | 27   | +18.607   | 9       | 7     |
| 10º  | 7  | Carlos Checa      | Gauloises Fortuna Yamaha  | Yamaha YZR-M1      | 27   | +21.245   | 13      | 6     |
| 11º  | 11 | Rubén Xaus        | D’Antin MotoGP            | Ducati Desmosedici | 27   | +23.173   | 12      | 5     |
| 12º  | 56 | Shin'ya Nakano    | Kawasaki Racing           | Kawasaki ZX-RR     | 27   | +25.718   | 11      | 4     |
| 13º  | 66 | Alex Hofmann      | Kawasaki Racing           | Kawasaki ZX-RR     | 27   | +35.137   | 8       | 3     |
| 14º  | 99 | Jeremy McWilliams | MS Aprilia Racing         | Aprilia RS Cube    | 27   | +45.155   | 15      | 2     |
| 15º  | 21 | John Hopkins      | Suzuki MotoGP             | Suzuki GSV-R       | 27   | +45.197   | 17      | 1     |
| 16º  | 32 | Gregorio Lavilla  | Suzuki MotoGP             | Suzuki GSV-R       | 27   | +52.205   | 16      |       |
| 17º  | 17 | Norick Abe        | Fortuna Gauloises Tech 3  | Yamaha YZR-M1      | 27   | +52.665   | 18      |       |
| 18º  | 50 | Neil Hodgson      | D’Antin MotoGP            | Ducati Desmosedici | 27   | +1:11.394 | 19      |       |
| 19º  | 9  | Nobuatsu Aoki     | Proton Team KR            | Proton KR5         | 26   | +1 giro   | 21      |       |
| 20º  | 36 | James Haydon      | Proton Team KR            | Proton KR5         | 26   | +1 giro   | 22      |       |
| 21º  | 41 | Yōichi Ui         | WCM                       | Harris WCM         | 26   | +1 giro   | 24      |       |
| 22º  | 77 | James Ellison     | WCM                       | Harris WCM         | 24   | +3 giri   | 23      |       |

### Ritirati
| Nº | Pilota         | Squadra                  | Motocicletta    | Giri | Griglia |
| -- | -------------- | ------------------------ | --------------- | ---- | ------- |
| 33 | Marco Melandri | Fortuna Gauloises Tech 3 | Yamaha YZR-M1   | 15   | 10      |
| 24 | Garry McCoy    | MS Aprilia Racing        | Aprilia RS Cube | 4    | 20      |

## Classe 250

### Arrivati al traguardo
| Pos. | Nº | Pilota           | Squadra                     | Motocicletta | Giri | Tempo     | Griglia | Punti |
| ---- | -- | ---------------- | --------------------------- | ------------ | ---- | --------- | ------- | ----- |
| 1º   | 19 | Sebastián Porto  | Repsol - Aspar              | Aprilia      | 25   | 39:24.604 | 1       | 25    |
| 2º   | 51 | Alex De Angelis  | Aprilia Racing              | Aprilia      | 25   | +5.941    | 2       | 20    |
| 3º   | 54 | Manuel Poggiali  | MS Aprilia                  | Aprilia      | 25   | +13.289   | 3       | 16    |
| 4º   | 26 | Daniel Pedrosa   | Telefonica Movistar Honda   | Honda        | 25   | +14.966   | 4       | 13    |
| 5º   | 24 | Toni Elías       | Fortuna Honda               | Honda        | 25   | +46.083   | 9       | 11    |
| 6º   | 57 | Chaz Davies      | Aprilia Germany             | Aprilia      | 25   | +55.140   | 10      | 10    |
| 7º   | 73 | Hiroshi Aoyama   | Telefonica Movistar Honda   | Honda        | 25   | +1:01.014 | 7       | 9     |
| 8º   | 50 | Sylvain Guintoli | Campetella Racing           | Aprilia      | 25   | +1:04.684 | 13      | 8     |
| 9º   | 16 | Johan Stigefelt  | Aprilia Germany             | Aprilia      | 25   | +1:07.656 | 12      | 7     |
| 10º  | 2  | Roberto Rolfo    | Fortuna Honda               | Honda        | 25   | +1:09.889 | 17      | 6     |
| 11º  | 6  | Alex Debón       | Wurth Honda BQR             | Honda        | 25   | +1:13.572 | 11      | 5     |
| 12º  | 9  | Hugo Marchand    | Freesoul Abruzzo Racing     | Aprilia      | 25   | +1:13.608 | 19      | 4     |
| 13º  | 96 | Jakub Smrž       | Molenaar Racing             | Honda        | 25   | +1:14.681 | 14      | 3     |
| 14º  | 52 | David de Gea     | Wurth Honda BQR             | Honda        | 25   | +1:21.473 | 18      | 2     |
| 15º  | 8  | Naoki Matsudo    | UGT Kurz                    | Yamaha       | 25   | +1:21.515 | 15      | 1     |
| 16º  | 33 | Héctor Faubel    | Grefusa - Aspar             | Aprilia      | 25   | +1:26.860 | 26      |       |
| 17º  | 42 | Grégory Leblanc  | Equipe GP de France - Scrab | Aprilia      | 25   | +1:30.317 | 22      |       |
| 18º  | 82 | Joshua Waters    | Castrol-Honda Kiefer Racing | Honda        | 24   | +1 giro   | 27      |       |
| 19º  | 43 | Radomil Rous     | UGT Kurz                    | Yamaha       | 24   | +1 giro   | 23      |       |

### Ritirati
| Nº | Pilota          | Squadra              | Motocicletta | Giri | Griglia |
| -- | --------------- | -------------------- | ------------ | ---- | ------- |
| 28 | Dirk Heidolf    | Grefusa - Aspar      | Aprilia      | 21   | 24      |
| 25 | Alex Baldolini  | Matteoni Racing      | Aprilia      | 17   | 20      |
| 11 | Joan Olivé      | Campetella Racing    | Aprilia      | 15   | 21      |
| 44 | Tarō Sekiguchi  | NC World Trade       | Yamaha       | 12   | 25      |
| 21 | Franco Battaini | Campetella Racing    | Aprilia      | 7    | 8       |
| 7  | Randy de Puniet | Safilo Carrera - LCR | Aprilia      | 4    | 5       |
| 10 | Fonsi Nieto     | Repsol - Aspar       | Aprilia      | 0    | 6       |

### Squalificato
| Nº | Pilota      | Squadra                     | Motocicletta | Griglia |
| -- | ----------- | --------------------------- | ------------ | ------- |
| 36 | Erwan Nigon | Equipe GP de France - Scrab | Aprilia      | 16      |

### Non partito
| Nº | Pilota       | Squadra                 | Motocicletta |
| -- | ------------ | ----------------------- | ------------ |
| 14 | Anthony West | Freesoul Abruzzo Racing | Aprilia      |

### Non qualificati
| Nº | Pilota         | Squadra            | Motocicletta |
| -- | -------------- | ------------------ | ------------ |
| 88 | Gergő Talmácsi | NC World Trade     | Yamaha       |
| 81 | Mark Rowling   | Turramurra Cyclery | Yamaha       |
| 80 | Peter Taplin   | EMS Racing         | Honda        |
| 84 | Ben Ried       | whitetiger.com.au  | Yamaha       |

## Classe 125

### Arrivati al traguardo
| Pos. | Nº | Pilota            | Squadra                   | Motocicletta | Giri | Tempo     | Griglia | Punti |
| ---- | -- | ----------------- | ------------------------- | ------------ | ---- | --------- | ------- | ----- |
| 1º   | 34 | Andrea Dovizioso  | Kopron Team Scot          | Honda        | 23   | 38:01.877 | 5       | 25    |
| 2º   | 48 | Jorge Lorenzo     | Caja Madrid Derbi Racing  | Derbi        | 23   | +0.123    | 2       | 20    |
| 3º   | 27 | Casey Stoner      | Red Bull KTM              | KTM          | 23   | +0.123    | 3       | 16    |
| 4º   | 15 | Roberto Locatelli | Safilo Carrera - LCR      | Aprilia      | 23   | +2.480    | 1       | 13    |
| 5º   | 21 | Steve Jenkner     | Rauch Bravo               | Aprilia      | 23   | +5.336    | 4       | 11    |
| 6º   | 3  | Héctor Barberá    | Seedorf Racing            | Aprilia      | 23   | +5.415    | 8       | 10    |
| 7º   | 23 | Gino Borsoi       | Globet.com Racing         | Aprilia      | 23   | +5.448    | 6       | 9     |
| 8º   | 63 | Mike Di Meglio    | Globet.com Racing         | Aprilia      | 23   | +17.976   | 16      | 8     |
| 9º   | 19 | Álvaro Bautista   | Seedorf Racing            | Aprilia      | 23   | +18.404   | 24      | 7     |
| 10º  | 33 | Sergio Gadea      | Master - Repsol           | Aprilia      | 23   | +18.427   | 14      | 6     |
| 11º  | 14 | Gábor Talmácsi    | Semprucci Malaguti        | Malaguti     | 23   | +18.501   | 12      | 5     |
| 12º  | 52 | Lukáš Pešek       | Ajo Motorsport            | Honda        | 23   | +18.530   | 11      | 4     |
| 13º  | 6  | Mirko Giansanti   | Matteoni Racing           | Aprilia      | 23   | +18.739   | 9       | 3     |
| 14º  | 50 | Andrea Ballerini  | Abruzzo Racing            | Aprilia      | 23   | +19.331   | 19      | 2     |
| 15º  | 22 | Pablo Nieto       | Master - Repsol           | Aprilia      | 23   | +19.826   | 13      | 1     |
| 16º  | 24 | Simone Corsi      | Kopron Team Scot          | Honda        | 23   | +27.971   | 21      |       |
| 17º  | 42 | Gioele Pellino    | Abruzzo Racing            | Aprilia      | 23   | +27.983   | 29      |       |
| 18º  | 54 | Mattia Pasini     | Safilo Carrera - LCR      | Aprilia      | 23   | +27.996   | 23      |       |
| 19º  | 12 | Thomas Lüthi      | Elit Grand Prix           | Honda        | 23   | +28.006   | 22      |       |
| 20º  | 10 | Julián Simón      | Angaia Racing             | Honda        | 23   | +28.892   | 10      |       |
| 21º  | 25 | Imre Tóth         | Team Hungary              | Aprilia      | 23   | +40.943   | 20      |       |
| 22º  | 26 | Dario Giuseppetti | Elit Grand Prix           | Honda        | 22   | +41.080   | 26      |       |
| 23º  | 66 | Vesa Kallio       | Team Hungary              | Aprilia      | 23   | +48.127   | 27      |       |
| 24º  | 45 | Lorenzo Zanetti   | Sterilgarda Racing        | Aprilia      | 23   | +55.439   | 25      |       |
| 25º  | 31 | Max Sabbatani     | Ajo Motorsport            | Honda        | 23   | +1:28.474 | 33      |       |
| 26º  | 16 | Raymond Schouten  | Molenaar Racing           | Honda        | 23   | +1:28.656 | 32      |       |
| 27º  | 46 | Matthew Kuhne     | Angaia Racing             | Honda        | 23   | +1:28.730 | 30      |       |
| 28º  | 28 | Jordi Carchano    | Matteoni Racing           | Aprilia      | 23   | +1:36.917 | 34      |       |
| 29º  | 92 | Bryan Staring     | Allect Barter Card Racing | Honda        | 20   | +3 giri   | 31      |       |

### Ritirati
| Nº | Piloti           | Squadra                  | Motocicletta | Giri | Griglia |
| -- | ---------------- | ------------------------ | ------------ | ---- | ------- |
| 36 | Mika Kallio      | Red Bull KTM             | KTM          | 17   | 7       |
| 7  | Stefano Perugini | Metis Gilera Racing      | Gilera       | 11   | 15      |
| 32 | Fabrizio Lai     | Metis Gilera Racing      | Gilera       | 11   | 18      |
| 8  | Manuel Manna     | Semprucci Malaguti       | Malaguti     | 7    | 28      |
| 47 | Ángel Rodríguez  | Caja Madrid Derbi Racing | Derbi        | 6    | 17      |

### Non qualificati
| Nº | Pilota         | Squadra            | Motocicletta |
| -- | -------------- | ------------------ | ------------ |
| 94 | Brent Rigoli   | Snapon Tools       | Honda        |
| 93 | Malcolm Esler  | Tel'm Racing       | Honda        |
| 56 | Brett Simmonds | Tassie Windscreens | Honda        |